# Плуфф, Мишель
Мишель Плуфф (англ. Michelle Plouffe; родилась 15 сентября 1992 года, Эдмонтон, провинция Альберта, Канада) — канадская профессиональная баскетболистка. Была выбрана на драфте ВНБА 2014 года во втором раунде под общим девятнадцатым номером клубом «Сиэтл Шторм», но в женской национальной баскетбольной ассоциации никогда не выступала. Играет в амплуа лёгкого форварда. В настоящее время защищает цвета греческого клуба «Олимпиакос».
В составе национальной сборной Канады принимала участие на Олимпийских играх 2012 года в Лондоне и 2016 года в Рио-де-Жанейро, стала триумфатором чемпионатов Америки 2015 года в Эдмонтоне и 2017 года в Буэнос-Айресе и Панамериканских игр 2015 года в Торонто, также принимала участие на чемпионатах мира 2014 года в Турции и 2018 года в Испании.

## Ранние годы
Мишель родилась 15 сентября 1992 года в городе Эдмонтон (провинция Альберта) в семье Дэрила и Лори Плуфф, у неё есть четверо братьев и сестёр, старшая Андреа и близнец Кэтрин также играют в баскетбол, училась она там же в средней школе имени Гарри Эйнли, в которой выступала за местную баскетбольную команду.